# Bahía de Muscongus

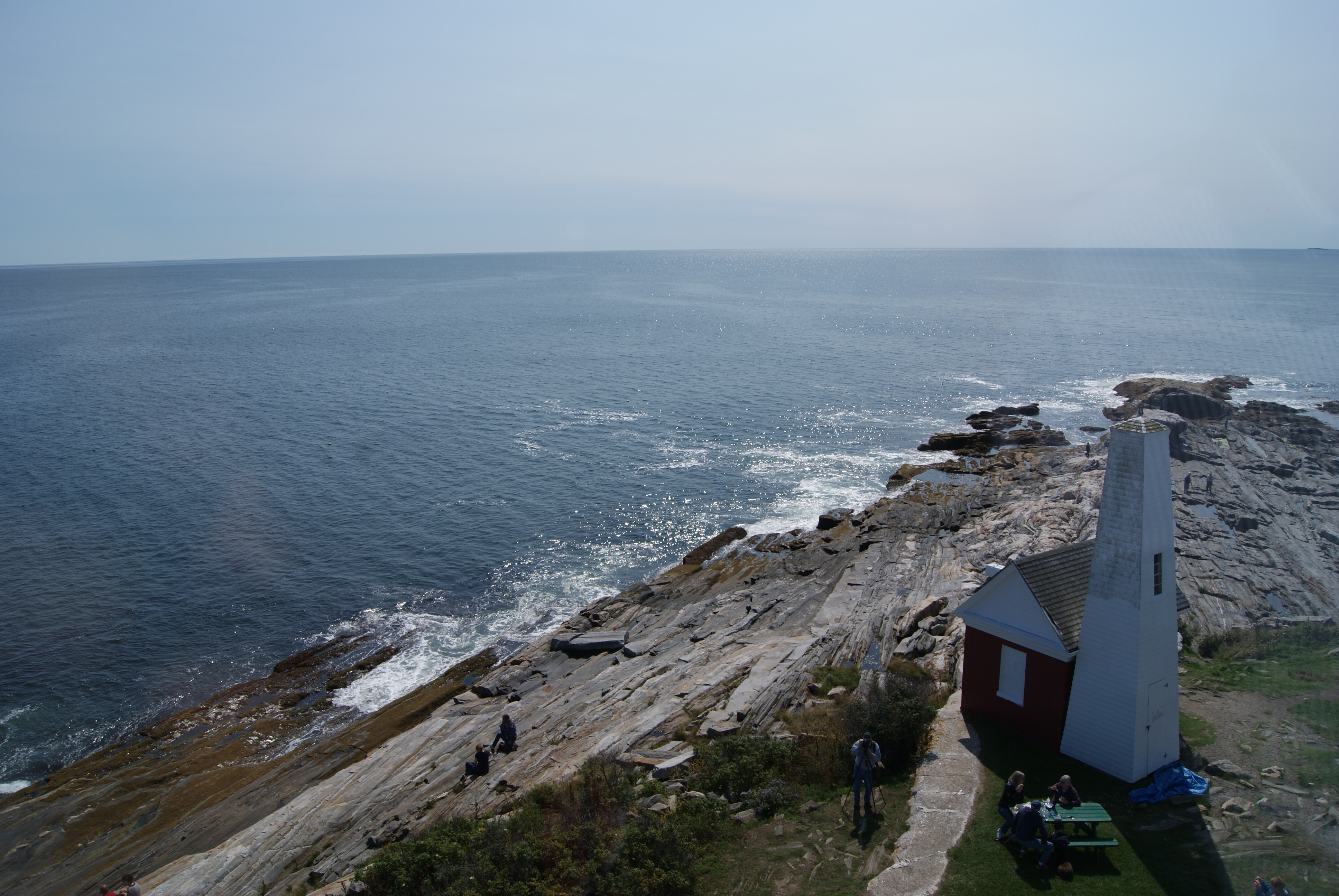
Faro de Pemaquid Point situado al suroeste de la bahía.

La Bahía de Muscongus es una bahía de la costa de Maine, Estados Unidos localizada entre las bahías de Penobscot y de John. La etimología del nombre procede de una localidad de origen abenaki cuyo significado es "Lugar de pesca". En 1616, el Capitán John Smith bautizó el río de la zona bajo el nombre de Nusconcus. Los dos principales ríos son el Saint George y el Medomak, los cuales desembocan en la bahía de Waldoboro. Históricamente, el Medomak y la bahía fue la línea divisoria entre las áreas de Waldo y Pemaquid.
En la bahía hay un número importante de islas, entre las que se incluyen Hog (dónde se encuentra la sede de la Asociación de Conservación Ornitológica), Allen, Eastern Egg Rock, Franklin (la cual dispone de una reserva natural) y Louds además de Monhegan (situada más alejada de la bahía).